# Чёртова стена
Чёртова стена (Стена Дьявола, нем. Teufelsmauer) в округе Гарц в Саксонии-Анхальт — скальное образование из твёрдых песчаников верхнего мела в северном предгорье Гарца, которое тянется примерно на 20 км от Балленштедта через Ридер и Веддерслебен до Бланкенбурга. Многочисленные ярко выраженные отдельные скалы Гарцского утеса носят собственные имена, например, Орлиная скала, Скала Цезаря или Герб Гамбурга.
Многочисленные легенды и мифы объясняют особый характер этого места. Поэтому еще в 1833 году и в 1852 году окружной администратор взял его под охрану, чтобы предотвратить добычу вожделенного строительного песчаника. Чёртова стена вблизи Веддерслебена с 1935 года входит в состав природного заповедника «Чёртова стена и Боде к северо-востоку от Тале» (нем. Teufelsmauer und Bode nordöstlich Thale), одного из старейших заповедников в Германии.
В 2006 году северный край гор Гарц с Чёртовой стеной был добавлен в список 77 национальных геотопов.

## Географическое расположение
Скальное ребро Teufelsmauer (Стена Дьявола) возникает в трех местах природного парка Гарц/Саксония-Анхальт между Балленштедтом на юго-востоке и Бланкенбургом (Гарц) на северо-западе на протяжении 20 км. Он начинается с Гегенштайнена к северо-западу от Балленштедта. К северу от Нейнштедта и к югу от Веддерслебена он продолжается Дьявольской стеной (Teufelsmauer), где на двухкилометровом участке с юго-востока на северо-запад выстроились Кенигштайн (Королевский камень), Миттельштайн (Средние камни) и Папенштайн (Папенские камни); между Нейнштедтом и Веддерслебеном через скальное образование протекает Боде, самая крупная река в этом районе. На северо-западе, за Варнштедтом, скалистая гряда продолжается между Тимменроде и Бланкенбургом с гербом Гамбурга, Гевиттергротте, Фрошфельзен и Гейдельберг (331,5 м над уровнем моря), Гросватерфельзен (317,1 м над уровнем моря) и Гросмуттерфельзен. К югу от западного конца Чертовой стены в Бланкенбурге расположен отель "Виктория Луизе", построенный в 1893 году как вилла в стиле модерн.

## Геология
Утесы Чертовой стены образованы твердыми песчаниками различных эпох верхнего мела. Преимущественно глинисто-известняковые слои верхнего мела переслаиваются с более твердыми песчаниками (инволют и гейдельбергский песчаник) и известняками. Окремнение в результате проникновения кремниевой кислоты также привело к экстремальному затвердеванию песчаников, но это ограничено несколькими метрами слоев, которые были горизонтально отложены в то время.
Как и все слои на северном краю Гарца, слои породы были круто наклонены или опрокинуты в результате поднятия Гарца, продолжавшегося до мелового периода, так что сегодня поверхности слоев обращены вниз. Разрыв в пластах между лиасом и нижним мелом и неконформное залегание верхнего мела, простирающееся до мушелка, свидетельствуют о деятельности в разное время, которая в основном происходила на разломе Гарцнордранд.
Последующая эрозия более мягких участков породы превратила слои твердых пород в поразительные стратифицированные ребра, которые возвышаются над окружающей средой скалами высотой до 20 метров. Некоторые части были разрушены течением рек или ледниками ледникового периода. Поэтому сегодня в Стене Дьявола имеются различные разрывы. Прежде всего, в этом виновато другое русло реки Боде.
Отдельные сегменты Чертовой стены не все имеют одинаковый возраст. У Балленштедта противоположные камни выветрились из слоя силикатизированного песчаника Кониак (Involutus sandstone). Круто стоящие ребра фундамента у Бланкенбурга состоят из кварцитов и круто стоящих гейдельбергских песчаников Сантона, как и выдающееся ребро фундамента Тейфельсмауэр у Веддерслебена. Наибольшей высоты он достигает вместе с Миттельштайном (185,2 м над уровнем моря) и Кенигштайном (184,5 м над уровнем моря) и, таким образом, лежит примерно на 50 м выше Боде.
Из песка песчаников развились бедные питательными веществами сырые почвы типа песчаных сироземов и регосолей.

## Археология
Археологически здесь можно обнаружить следы палеолита, линейной керамики и бронзового века. Первые поселенцы появились уже в каменном веке, так как было найдено несколько орудий из кварцита каменного века, таких как керн, тройники и ручной топор. Карл Ширвиц отметил, что скалы в исторические времена использовались для добычи карьерного камня и булыжников, "из которых легко и много получаются удобные отбивные орудия, даже в форме лезвия". Он явно относит грубо оббитые крупные формы из центральных камней к каменному веку.
Уже в 1922 году Адольф Бринкманн установил факт существования поселения: "Таким образом, Теуфельсмауэр, обрывисто склоняющийся к северо-востоку, с южной стороны предстает как доисторический крепостной вал, на котором еще видны углубления от бывших хижин". Однако он оставляет открытым вопрос о том, в какой период мог возникнуть этот крепостной вал.
Еще одно поселение было обнаружено в 1980 году в районе восточной части Кёнигсштайна. Здесь было найдено несколько черепков и каменных орудий младшей линейной керамики.
В период до 1931 года был найден клад бронзового века, который был доставлен в музей в Кведлинбурге. Он состоит из нескольких богемских пяточных топоров, датируемых бронзовым веком.

## История
Зигфрид Балленштедтский (1075-1113) был атакован имперскими партизанами в Теуфельсмауэре около Варнштедта 21 февраля 1113 года. Хотя он пережил нападение, получив серьезные ранения, он умер от последствий 9 марта.
Иоганн Вольфганг фон Гете, увлекшись геологией, посетил легендарную стену из песчаника в 1784 году. Об этом напоминает камень Гете, установленный в 2005 году. Прусское правительство взяло под охрану природы Чертову стену и 135,37 га прилегающей территории еще 8 июня 1852 года из-за уникальности геолого-морфологических условий, а также из-за специфики флоры с особой растительностью.
В западной части Чертовой стены в поразительное скальное образование - скалу Лёббеке - вмонтирована чугунная мемориальная доска в память о мэре Бланкенбурга Карле Лёббеке (1809-1869).
Отто Штилов (1831-1908) оказал особые услуги по сохранению памятника природы "Чертова стена", когда в 1867 году запретил муниципалитету Веддерслебен продолжать использовать ее в качестве каменоломни.
В эпоху национал-социализма, как говорят, в 1934/35 годах на Орлиной скале был вывешен красный флаг (символ рабочего движения, запрещенный в то время). Виновных установить не удалось. Говорят, что из-за труднодоступности скалы прошло почти два года, прежде чем ее догнал альпинист. Оказалось, что это был красный подъюбник.
Мемориальный камень отмечает место, где в апреле 1945 года местные жители похоронили павшего немецкого солдата, личность которого осталась неизвестной.

## Флора и фауна
На склонах хребта под Теуфельсмауэром образуются песчаные, а также глыбовые продукты выветривания. Развились бедные питательными веществами почвы, особенно песчаные сироземы и регосоли. Из-за плохих свойств почвы с точки зрения водного баланса и различий в экспозиции на участках под Чертовой стеной распространены очень специфические элементы растительности, которые сильно отличаются от покрытых лессом участков в окрестностях. Они варьируются от грубых лугов и карликовых кустарниковых вересков до сухих и полусухих лугов и рудеральных сообществ, т.е. в основном малозаметных цветущих мусорных растений, которые характеризуются высокой адаптивностью, большой жизнеспособностью и активным размножением. Флористически важными являются горечавка (Gentianella campestris) и дрок волосистый (Genista pilosa).
Песчаные почвы колонизированы овсяницей голубой-серебристой-луговым лугом - пионерной растительностью открытых, солнечных песчаных участков вне прибрежных зон. Местами луга богаты разноцветными цветущими травами, такими как тимьян песчаный (Thymus serpyllum), горный песчаник (Jasione montana) и гвоздика картузская (Dianthus carthusianorum). На открытых песчаных участках также местами поселились виды флоры, сопутствующей полям и обочинам дорог. Растительность также характеризуется многочисленными индикаторами тепла, такими как гадючник обыкновенный (Echium vulgare), метлица обыкновенная (Descurainia sophia) и камнеломка (Prunus mahaleb), а также многими субконтинентальными видами, такими как серый кресс (Berteroa incana), навозник полевой (Eryngium campestre), полынь полевая (Artemisia campestris), лапчатка метельчатая (Centaurea stoebe) и спаржа огородная (Asparagus officinalis). На самих песчаниковых скалах наблюдается легкое разрастание коркообразных лишайников.

## Пешие прогулки и скалолазание
К каждой из скальных групп Теуфельсмауэра ведут пешеходные тропы. Они являются одной из достопримечательностей городов Тале и Бланкенбург. Тропа от герба Гамбурга до скалы Дед была проложена в 1853 году мэром Бланкенбурга Карлом Лёббеке, в память о котором на скале Лёббеке была установлена чугунная мемориальная доска; этот участок тропы также носит прозвище Лёббекестиг. Вдоль скалы проходит участок Тимменроде-Бланкенбург европейского маршрута дальнего следования E11.
Для защиты охраняемых видов растений в природном заповеднике Теуфельсмауэр необходимо принять меры по сопровождению посетителей. Скальные массивы можно осмотреть с туристических троп, которые во многих местах ограждены барьерами.
В одном месте на Дьявольской стене между Нейнштедтом и Веддерслебеном находится точка с номером 188[11] (♁⊙) в системе Харцер Вандернадель; другие точки с номером 188 вдоль стены находятся у Тимменроде у Гамбургер Ваппен (№ 74) и у Бланкенбурга под Гросватерфельсеном у Гастхаус Гросватер (№ 76[12]; ♁⊙).
Тропа "Стена дьявола" (Teufelsmauerstieg), открытая в августе 2009 года как 35-километровая туристическая тропа, ведет вдоль всех скальных возвышенностей Теуфельсмауэра между Балленштедтом и Бланкенбургом.
Несколько скал на Теуфельсмауэре возле Бланкенбурга открыты для скалолазания.

## Легенда
Дьявол был глубоко недоволен. Его не учли при разделе мира, и он хотел разделить землю с Богом. Чтобы положить конец спору, Господь Бог предложил сделку. Дьяволу отводилась территория, которую он мог огородить стеной за одну ночь до первых петухов. Этот участок земли со всем, что на нем и под ним, будет принадлежать ему. А земли Гарца были как раз тем, что нужно дьяволу.
Не успели сказать, как уже сделали! Не успело зайти солнце, как Люцифер принялся за работу, и армия дьявольских помощников, злых подземных духов, ринулась туда. Раздался грохот и треск, грохот и бег, фырканье, проклятия и крики! Дьявол трудился как одержимый, потому что территория, которую он хотел захватить, была огромной. Каменная стена неуклонно росла, и быстро, казалось, кольцо замкнулось. Но как раз в тот момент, когда дьявол уже собирался нагнуться за последним подходящим камнем, вдалеке прокричал петух!
Ночь закончилась, Гарц для дьявола был потерян, а шанс упущен. Полный ярости, Дьявол бросил камень, который должен был завершить его работу, в предгорья Гарца, где он остался лежать к северу от Балленштедта. Затем разгневанный призвал гром и молнию, ударил ногой в почти готовую стену и разрушил ее. Но обломки и разорванные валуны остались стоять как свидетельство всемогущества Всевышнего и бессилия его противника.
Дьявол не знал в тот момент, что новый день еще не наступил. Петух прокричал преждевременно, и в этом была виновата жена фермера из Тимменрода. Рано утром она вышла из дома, чтобы отправиться на рынок в Кведлинбург. В руке она держала крытую клетку, в которой сидел статный петух. Она хотела продать его и надеялась на хорошую цену, потому что он был очень хорош для мяса. До восхода солнца оставался еще час. Жена фермера быстро вышла на улицу, хотя ее глаза почти закрывались от усталости - но ноги знали дорогу. Но стоило ей оглянуться, как она увидела очертания стены, которую никогда раньше не видела, и так испугалась, что споткнулась и упала. Дверь клетки распахнулась, и петух оказался снаружи! Увидев лежащую на животе жену фермера, он сам испугался, начал возбужденно хлопать крыльями и выкрикнул совершенно преждевременное "Ку-ка-ре-ку!
Это и привело дьявола в полное замешательство. Так и получилось, что Гарц в наши дни не в руках дьявола. Только петушкам в Гарце пришлось нелегко в будущем. После поражения на рассвете дьявол не был к ним благосклонен. Где бы он ни встретил такого пернатого двуногого, он сворачивал ему шею.